# Reisserita haasi
Reisserita haasi är en fjärilsart som beskrevs av Hans Rebel 1901. Reisserita haasi ingår i släktet Reisserita och familjen äkta malar.
Artens utbredningsområde är Spanien. Inga underarter finns listade.